# یدلینا-زدروی
یدلینا-زدروی (به لاتین: Jedlina-Zdrój) یک منطقهٔ مسکونی در لهستان است که در شهرستان واوبژخ واقع شده‌است. یدلینا-زدروی ۱۷٫۴۵ کیلومتر مربع مساحت و ۵٬۱۱۶ نفر جمعیت دارد.

## خواهرخوانده
شهر اشترلا خواهرخواندهٔ یدلینا-زدروی هست.